# Бјели Костол
Бјели Костол (слч. Biely Kostol) насељено је мјесто са административним статусом сеоске општине (слч. obec) у округу Трнава, у Трнавском крају, Словачка Република.

## Становништво
| Година:    | 1994. | 2004.   | 2014.    | 2024.    |
| ---------- | ----- | ------- | -------- | -------- |
| Број људи: | 1092  | 1200    | 1611     | 2553     |
| Разлика:   |       | +9,89 % | +34,25 % | +58,47 % |

| Година:    | 2023. | 2024.   |
| ---------- | ----- | ------- |
| Број људи: | 2531  | 2553    |
| Разлика:   |       | +0,86 % |

Према подацима о броју становника из 2024. године насеље је имало 2553 становника.